# Chrysochlorininae
Chrysochlorininae – podrodzina muchówek z podrzędu krótkoczułkich i rodziny lwinkowatych.
Muchówki o dużych jak na lwinkowate rozmiarach ciała. Czułki ich charakteryzuje ośmioczłonowy biczyk, przy czym ostatni jego człon w całości przekształcony jest w formę aristopodobnego pręcika. Użyłkowanie skrzydła Chrysochlorininae odznacza się brakiem żyłki poprzecznej bazymedialno-kubitalnej.
Klasyfikuje się je w rodzajach:
- Cacosis Walker, 1856
- Chromatopoda Brauer, 1882
- Chrysochlora Latreille, 1829
- Chrysochlorina James, 1939
- Labogastria Enderlein, 1914
- Pelagomyia Williston, 1896
- Porpocera Enderlein, 1914
- Trichocercocera Lindner, 1928